# Consejo de Fomento de la Música Nacional
El Consejo de Fomento de la Música Nacional es el cuerpo administrativo derivado del Ministerio de las Culturas, las Artes y el Patrimonio de Chile encargado de apoyar, estimular, promover y difundir el trabajo de autores, compositores, artistas intérpretes y ejecutantes, recopiladores, investigadores y productores de fonogramas chilenos, forjadores del patrimonio de la música nacional, para la preservación de la identidad cultural.   
Además, se ocupa de convocar anualmente a concursos públicos, para asignar el recurso del fondo para el fomento de la música nacional. Se preocupa de actividades de personas naturales e instituciones destacadas en el medio nacional.

## Ley 19.928
Como su conformación es anterior al incorporación del Ministerio de las Culturas, las Artes y el patrimonio, la Ley 19.928 promulgada bajo la jurisdicción del Ministerio de Educación de Chile  en 2004 dicta una serie de artículos, los cuales, designan al Consejo de Fomento de la Música Nacional.
Para efectos de la ley, las áreas a las cuales está dirigida van desde la Música Nacional, entendiéndose que esté creada, interpretada y/o ejecutada por chilenos, Música clásica cuyo aprendizaje se encuentra bajo estándares internacionales, contemplando formas complejas y estudio de partituras, música popular cuya enseñanza se puede transmitir por vía oral, con estructura simples y de proyección masiva y música de raíz de Folclore de Chile  y de tradición oral. También contempla a quienes son autores, compositores, artistas intérprete o ejecutante, recopiladores, productores fonográfico, editores musicales y realizador musical.

## Orgánica del Consejo
El consejo de fomento de la música nacional, contempla entre sus funciones y atribuciones el asesorar referente a la creación de políticas culturales, convocar anualmente a concursos públicos para asignación de recursos del Fondo, estimular la creación de obras nacionales mediante concursos de composición, colaboración en festivales con el fin fomentar la interpretación y ejecución del repertorio nacional, otorgar becas para capacitación profesional de los autores, compositores, intérpretes, investigadores y recopiladores chilenos, organización de encuentros, seminarios y talleres para difusión, desarrollo de campañas de promoción de repertorio nacional, fomento de producción de fonogramas de música nacional y desarrollar propuestas corales y de formación orquestales en niveles infantil y juvenil.  
El Consejo deberá estar integrado por el Subsecretario de las Culturas y las Artes, o en su ausencia, su representante;  un representante del Presidente de la República; Dos académicos reconocidos en el ámbito de la música, uno de ellos debe ser de región distinta a la Metropolitana; Un autor o compositor y un intérprete de reconocida trayectoria en el género de la música popular; un autor o compositor y un ejecutante de reconocida trayectoria del género de música de raíz folclórica; un autor o compositor y un intérprete o ejecutante de reconocida trayectoria del género de música clásica; un experto en musicología o investigador de prestigio; un representante de productores de fonogramas; un representa de editores de música; un representante de Radiodifusión; un representante de una corporación o fundación cultural privada que realice programas o desarrolle proyectos musicales de carácter permanente y un representante de una corporación cultural municipal.
Se consideraran como entidades representativas las corporaciones, asociaciones gremiales y organizacionales sindicales, siendo la duración del cargo por 2 años, El consejo sesionará con la mayoría de sus miembros y adoptarán acuerdos por mayoría.                

## Fondo y Financiamiento
Créase el Fondo para el Fomento de la Música Nacional, que será administrado por el Ministerio de las Culturas, las Artes y el Patrimonio, cuya finalidad será el financiamiento de las actividades y objetivos del Consejo de Fomento de la Música Nacional, señalados en el artículo 3º. Su patrimonio estará integrado por los recursos que para este objeto deberán consultarse anualmente en la Ley de Presupuestos de la Nación y por los aportes, donaciones, herencias y legados que reciba.

## Organigrama
En la actualidad, el cuerpo esta liderado por María Camila Gallardo, secretaria ejecutiva del consejo, junto a los siguientes consejeros:
| NOMBRE                      | REPRESENTATIVO                                                         | OBSERVACIONES | PERIODO |
| Jimena Jara Quilodrán       | Subsecretaría de las Culturas y las Artes                              | Presidenta del Consejo | |
| Carlos Cabezas Rocuant      | Presidente de la República                                             | Designa Presidente de la República | Nombramiento 10 de agosto de 2015.                                                                                 |
| Javiera Bobadilla Palacios  | Académicos de la Región Metropolitana                                  | Designan rectores de universidades chilenas autónomas | |
| Valeria Valle Martínez      | Académicos de Universidades fuera de la Región Metropolitana           | Designan rectores de universidades chilenas autónomas | |
| Andrés Rodríguez Spoerer    | representante de una corporación o fundación cultural privada          | Designan corporaciones privadas de derecho público, corporaciones municipales de cultura y fundaciones culturales privadas.                                | |
| René Calderón Hermosilla    | Autor de trayectoria de música popular                                 | Designa entidad nacional más representativa del género popular (SCD)                                                                                       | Fecha de nombramiento 1 de junio de 2015. Hasta 1 de junio de 2017. Carta de Sept. 2016, ratifica por otro período |
|                             | Autor de trayectoria de música popular                                 | Designa entidad nacional más representativa del género popular (SCD)                                                                                       | |
|                             | Autor de trayectoria de música folklórica                              | Designa entidad nacional más representativa del género de la música de raíz folclórica (SCD)                                                               | |
| Roberto Mario Rojas Pérez   | Intérprete de trayectoria de música folklórica                         | Designa entidad nacional más representativa del género de la música de raíz folclórica (SCD)                                                               | Fecha de nombramiento 1 de julio de 2010. Ratificado por carta SCD septiembre, 2016                                |
| Felipe Pinto d'Aguiar Montt | Autor de trayectoria de música clásica o selecta                       | Designa entidad nacional más representativa del género de la música de clásica o selecta (SCD)                                                             | Fecha de nombramiento 13 de febrero de 2024, hasta nueva designación de SCD.                                       |
| Gerardo Salazar Maureira    | Intérprete de trayectoria de música clásica o selecta                  | Designa entidad nacional más representativa del género de la música de clásica o selecta (SCD)                                                             | |
| Ginette Acevedo Palma       | intérprete de reconocida trayectoria en el género de la música popular | Designa entidad nacional más representativa del género de la música popular (SCD)                                                                          | |
|                             | Corporación Sociedad Chilena de la Musicología                         | | |
| Verónica Espinoza Ulloa     | Productores de fonogramas                                              | Designa Subsecretario de Ministerio de las Culturas y las Artes, a propuesta de entidad nacional más representativa de productores de fonogramas (IMI)     | |
| David Dahma Bertelet        | Radiodifusión                                                          | Designa Subsecretario de Ministerio de las Culturas y las Artes, a propuesta de entidad nacional más representativa del ámbito de la radiodifusión (ARCHI) | |
|                             | Asociación Nacional de Telecomunicaciones                              | Designa Subsecretario de Ministerio de las Culturas y las Artes, a propuesta de entidad nacional más representativa del ámbito de la televisión (ANATEL)   | |
| Vacante                     | Representante de los editores de música                                | Designa Subsecretario de Ministerio de las Culturas y las Artes, a propuesta de entidad nacional más representativa de editores de música (IMI)            | |
| Rodrigo Barrientos Nunes    | Asociación de Municipalidades                                          | Designa la Asociación Chilena de Municipalidades | Fecha de nombramiento 29 de junio de 2012 hasta nueva designación de la Asociación de Municipalidades.             |

## Fondo para el Fomento de la Música Nacional

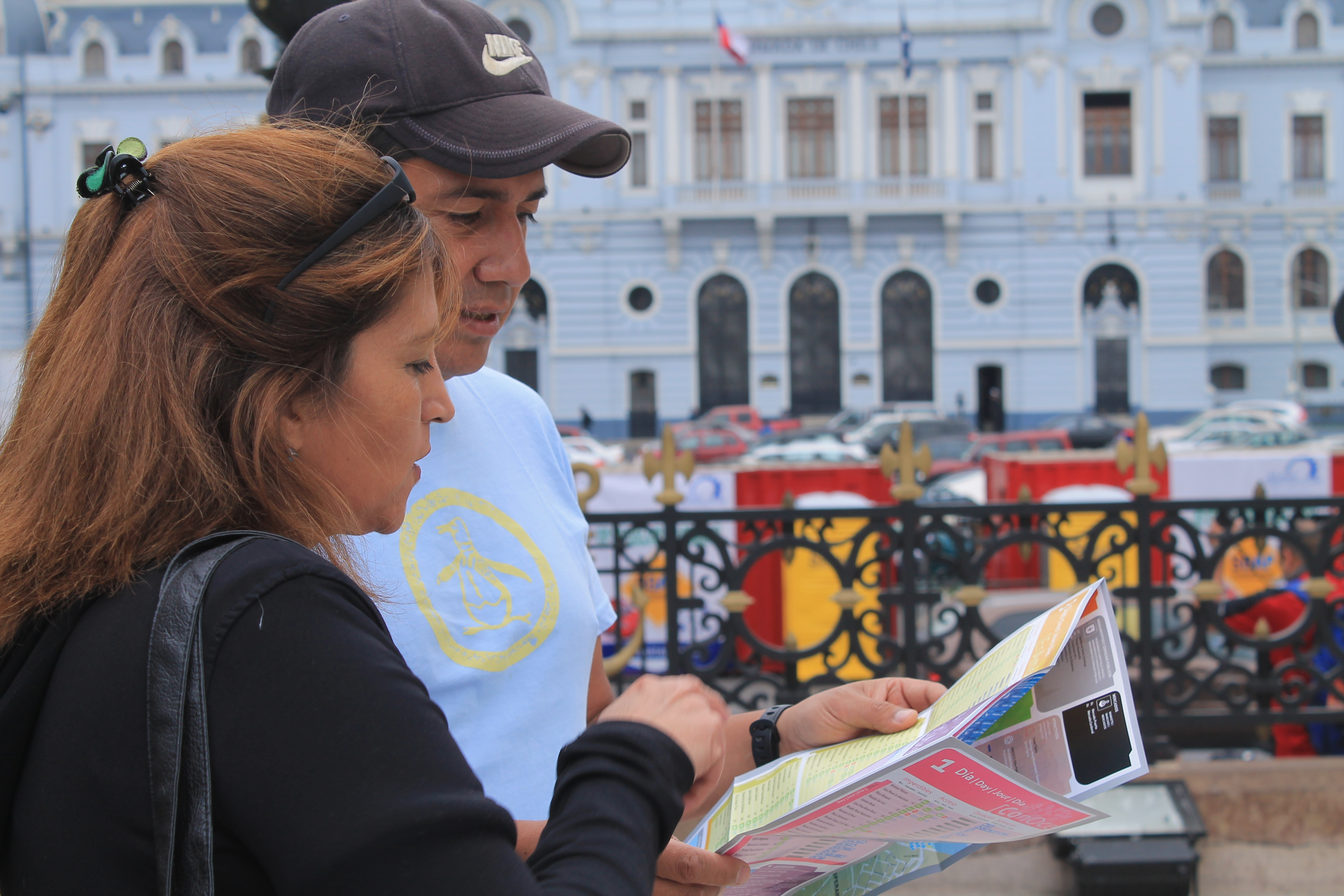
Plaza Sotomayor, donde se encuentra su sede central, Valparaiso.

Como se dicta en su artículo 5° , es posible obtener financiamiento parcial a proyecto que contribuyan al desarrollo de la industria musical nacional, desde el sector tradicional y/o de productores independientes, a través de dos modalidades de desarrollo de artistas, y de emprendimientos:
- Desarrollo de artistas, que otorga financiamiento parcial para el desarrollo profesional de catálogos de al menos tres artistas nacionales.
- Emprendimiento. Se puede siendo persona natural, mayor de 18 años, nacionalidad chilena o extranjera, con cédula de identidad vigente otorgada por el Servicio de Registro Civil e Identificación de Chile  o siendo persona jurídica chilena, de derecho público o privado, con o sin fines de lucro. Se excluyen sociedades de hecho.

En ambas modalidades se exige un cofinanciamiento consistente en un aporte monetario de un 10% sobre el monto total solicitado y un aporte valorado de un 20% sobre el total del monto solicitado.

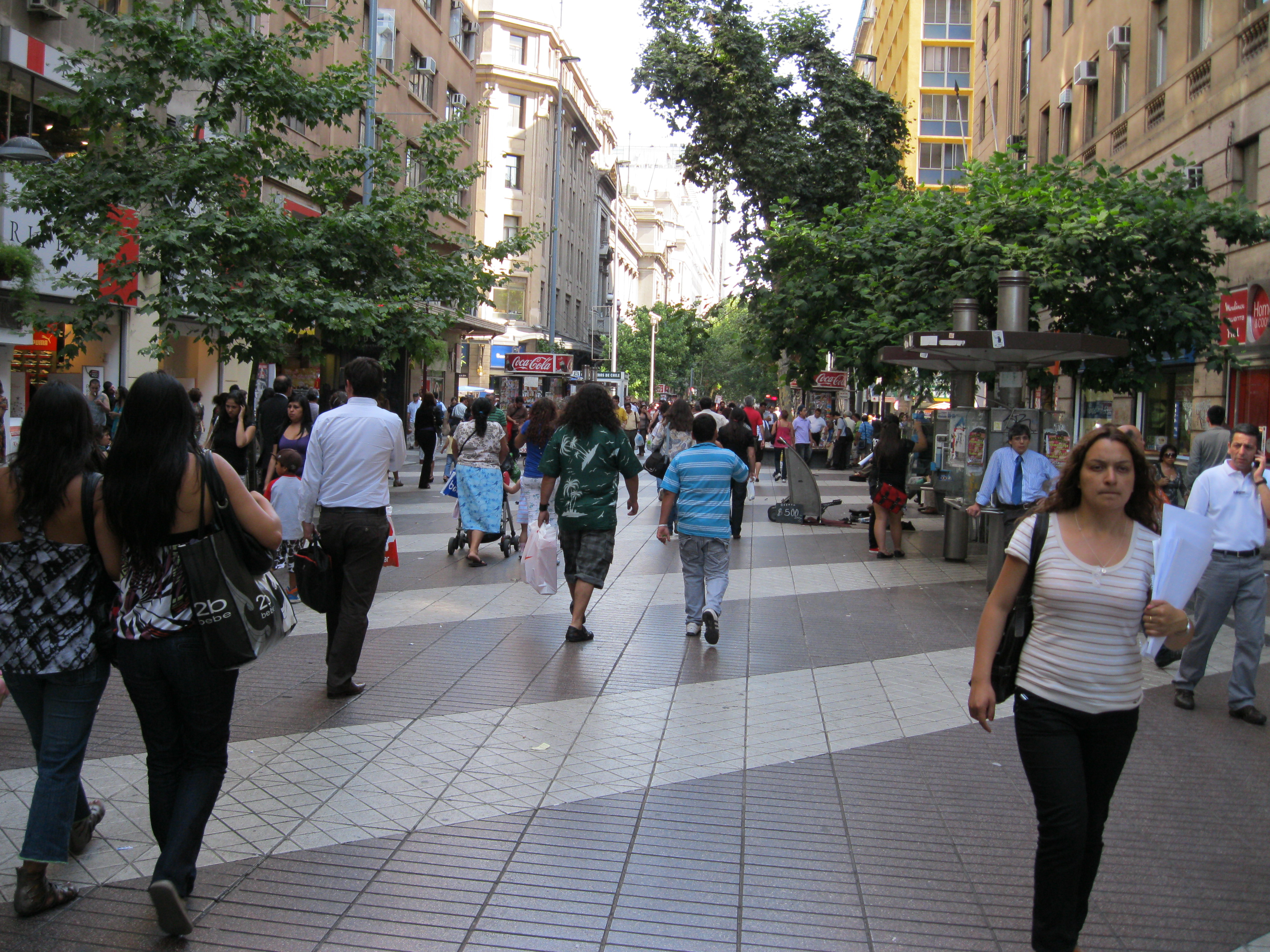
Paseo Ahumada donde se encuentra la sede Santiago del ministerio de la Culturas, las Artes y el Patrimonio.

Para la modalidad de desarrollo de artistas, se exige:
- Respaldo curricular.
- Propuesta de catálogos.
- Propiedad intelectual (si corresponde).
- Nómina de directores, socios o accionistas (si corresponde).
- Carta de compromiso del cofinanciamiento.

Para la modalidad de emprendimiento:
- Respaldo curricular.
- Plan de negocio.
- Propiedad intelectual (si corresponde).
- Nómina de directores, socios o accionistas (si corresponde).
- Carta de compromiso del cofinanciamiento.